# المنصوره، الرقه
المنصوره (به عربی: المنصورة) یک منطقهٔ مسکونی در سوریه است که در استان رقه واقع شده‌است. المنصوره ۱۶٬۱۵۸ نفر جمعیت دارد.